# USA i olympiska vinterspelen 1924
USA deltog i olympiska vinterspelen 1924. USA:s trupp bestod av 24 idrottare varav 2 var män och 2 var kvinnor. Den äldsta idrottaren i USA:s trupp var Nathaniel Niles (37 år, 209 dagar) och den yngsta var Valentine Bialas (21 år, 16 dagar).

## Medaljer

### Guld
- Hastighetsåkning på skridskor
  - Herrar 500m: Charles Jewtraw

### Silver
- Ishockey
  - Frank Synott, Irving Small, Williard Rice, Justin McCarthy, John Lyons, John Langley, Alphonse Lacroix, Herbert Drury och Clarence Abel

- Konståkning
  - Damer singel: Beatrix Loughran

### Brons
- Backhoppning
  - Herrar individuell: Anders Haugen

## Trupp
- Clarence Abel - Ishockey
- Lemoine Batson - Backhoppning
- Valentine Bialas - Skridsko
- John Carleton - Nordisk kombination
- Richard Donovan - Skridsko
- Herbert Drury - Ishockey
- Anders Haugen - Backhoppning, Nordisk kombination, Längdskidåkning
- Charles Jewtraw - Skridsko
- Harry Kaskey - Skridsko
- Alphonse Lacroix - Ishockey
- John Langley - Ishockey
- Harry Lien - Backhoppning
- Beatrix Loughran - Konståkning
- John Lyons - Ishockey
- Justin McCarthy - Ishockey
- Joe Moore - Skridsko
- Nathaniel Niles - Konståkning
- Ragnar Omtvedt - Nordisk kombination, Längdskidåkning
- Sigurd Overby - Nordisk kombination, Längdskidåkning
- Williard Rice - Ishockey
- Irving Small - Ishockey
- Bill Steinmetz - Skridsko
- Frank Synott -  Ishockey
- Theresa Weld-Blanchard - Konståkning